# 노라 존스
게탈리 노라 존스 샹카르(영어: Geetali Norah Jones Shankar, 1979년 3월 30일 ~ )는 미국의 가수이다. 시타르 연주자 라비 샹카르와 당시 그의 연인이었던 슈 존스 사이에서 태어났다. 뉴욕 시티 브루클린에서 출생하였고 미국 텍사스주 댈러스에서 성장한 고등학교 시절부터 재즈 보컬리스트로서 두각을 나타냈으며, 피아노 전공으로 대학에 입학해 음악적 전문성의 기반을 닦아 나갔다. 2002년 그녀의 데뷔 앨범인 <<Come Away with Me>>을 발표했으며, 음반이 2700만장 이상 팔리는 대히트를 기록했다. 2003년 그래미 어워드에서 '올해의 음반', '올해의 레코드', '최우수 신인상', '올해의 노래', '최우수 팝 보컬 앨범', '최우수 여자 팝 보컬', '베스트 엔지니어 앨범' 총 7개 부문을 석권했다. 싱어송라이터이자 재즈 팝 보컬리스트로서 유례없는 인기를 구가하고 있다.

## 음반 목록

### 정규 음반
- Come Away with Me (2002)
- Feels Like Home (2004)
- Not Too Late (2007)
- The Fall (2009)
- Little Broken Hearts (2012)
- Day Breaks (2016)
- Begin Again (2019)
- Pick Me Up Off the Floor (2020)
- I Dream of Christmas (2021)
- Visions (2024)

## 수상 내역
- 2003년 제45회 그래미 어워드 올해의 레코드, 올해의 앨범, 올해의 노래, 베스트 팝 보컬앨범, 올해의 여자보컬, 최고신인상
- 2005년 제47회 그래미 어워드 올해의 레코드, 베스트 여성 팝 보컬 퍼포먼스상, 베스트 팝 공동보컬상